# Malasits Géza
Malasits Géza (Budapest, 1874. augusztus 24. – Budapest, 1948. november 9.) magyar  szociáldemokrata politikus, országgyűlési képviselő.

## Életpályája
Unitárius családba született. Eredeti szakmája lakatos; később villanyszerelő szakmunkásként dolgozott. 
Sokat utazott Európában. Londonban a  Workingman College nevű munkáskollégium hallgatója volt, ahol tanárai között voltak H. G. Wells és G. B. Shaw. 
1893-ban lépett be az MSZDP-be, 1895-ben az Óbudai Munkásképző elnökévé választották. 1904-től 1919-ig a Magyarországi Vas- és Fémmunkások Szövetségének titkára, majd – rövid megszakításokkal – az MSZDP vezetőségi tagja volt. 1924-ben egy győri időközi választáson jutott be a Nemzetgyűlésbe, ahol aztán 1944-ig Győr város mandátumával folyamatosan képviselő volt. 1944. március 19-én (a németek magyarországi bevonulása) után – többekkel, így Peyer Károllyal együtt – őt is letartóztatta a Gestapo. Német koncentrációs táborba, Mauthausenbe hurcolták.
Hazatérése után a Vasas Szakszervezet tisztviselője és újra az MSZDP országgyűlési képviselője lett az Ideiglenes Nemzetgyűlésben. Az 1945-ös választásokon és az 1947-es választásokon is sikerült bejutnia. Az MSZDP-n belül Peyer Károly csoportjához tartozott. Pár hónappal az MSZDP és az MKP egyesítése után érte a halál.

## Könyve
- Bányászsors...; Világosság Ny., Budapest, 1933 (Szociáldemokrata füzetek)